# La siepe
La siepe è il brano musicale classificatosi al 9º posto del Festival di Sanremo 1968 nell'interpretazione, in abbinamento, di Al Bano e Bobbie Gentry.

## Storia del brano
Al Bano, divenuto noto l'estate precedente con il brano Nel sole ed alla sua prima esperienza sanremese, in questa occasione venne abbinato alla statunitense Bobbie Gentry, a sua volta affermatasi pochi mesi prima con Ode to Billie Joe.

## 45 giri
Dopo il Festival vengono pubblicati i singoli dei due interpreti sanremesi contenenti il brano: il disco di Al Bano presentava come lato B Caro, caro amore, mentre il 45 giri della Gentry, prodotto dalla Capitol, proponeva nella seconda facciata La città è grande. Betty Curtis ne incise una sua versione, pubblicata come lato B del singolo contenente Stanotte sentirai una canzone, altra canzone finalista della rassegna.

## Traduzioni
Il brano venne tradotto in lingua spagnola con il titolo El Seto.